# Sarah Suco

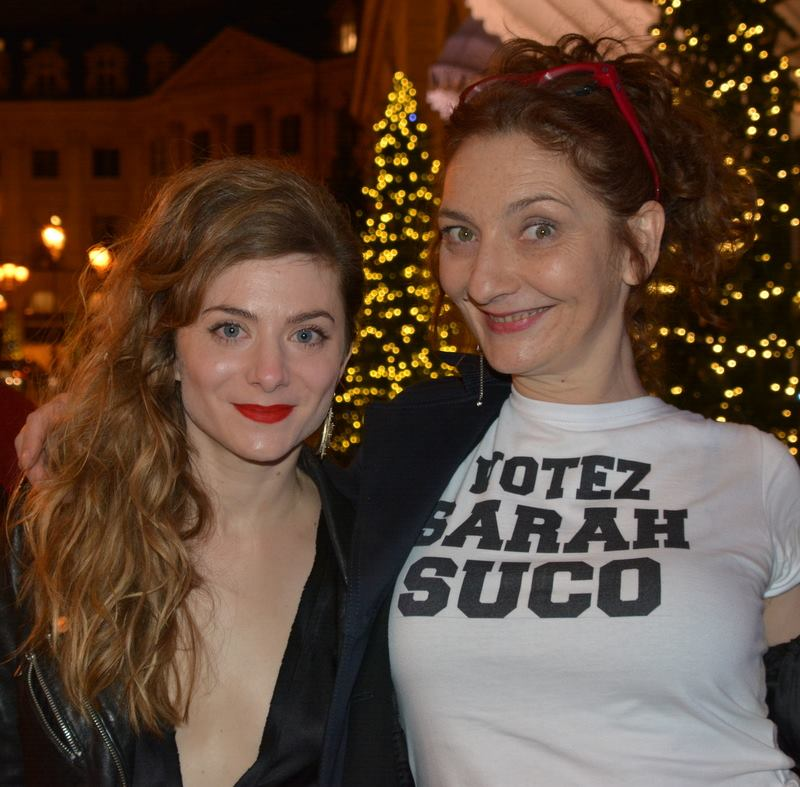
Sarah Suco y Corinne Masiero, en enero de 2016.

Sarah Suco (Montpellier, 15 de abril de 1984) es una actriz francesa. Es conocida por su actuación como Samantha en la película Llenos de vida (2018), de Agnès Jaoui. 

## Biografía
Suco destacó como actriz en 2015 por su papel en la película Discount. En 2016, participó en el rodaje de Joséphine s'arrondit, de Marilou Berry y en 2018 trabajó en la película Llenos de vida, de Agnès Jaoui.

## Filmografía
- 2009 : Les figures de Louis-Julien Petit (cortometraje) : Claire.
- 2009 : Playgirl de Gilles Guerraz (cortometraje) : Playgirl.
- 2010 : 600 moustiques à l'heure de Romain Médard de Chardon (cortometraje).
- 2011 : Possessions d'Éric Guirado : la caissière.
- 2012 : Le jour où tout a basculé, episodio Mon mari doute de moi (Enfin la retraite), de Thierry Esteves Pinto (serie TV) : Celia.
- 2012 : Mes héros, de Éric Besnard : camarera.
- 2013 : Demi-sœur : Too Much.
- 2013 : Les Derniers hommes, de Maxime Potherat (cortometraje) : Almeiria.
- 2013 : Enfin te voilà!, de Pascal Rétif (serie TV).
- 2014 : Goal of the Dead, de Benjamin Rocher et Thierry Poiraud : esposa.
- 2014 : L'entreprise, de Sébastien Deux (televisión) : Béa.
- 2014 : Discount, de Louis-Julien Petit : Emma.
- 2015 : L'Enquête de Vincent Garenq : asistente de Arènes.
- 2015 : La Belle Saison de Catherine Corsini : Fabienne.
- 2016 : Joséphine s'arrondit  : Sophie.
- 2016 : Carole Matthieu  : Anne.
- 2016 : Orpheline, de Arnaud des Pallières.
- 2017 : Aurore de Blandine Lenoir : Marina.
- 2017 : Je te tiens, tu me tiens, par la barbichette, de Éric Guirado (cortometraje).
- 2018 : Guy, de Alex Lutz : Camille.
- 2018 : Llenos de vida, de Agnès Jaoui : Samantha.
- 2018 : Comme des garçons, de Julien Hallard : Nicole.
- 2018 : Les Invisibles de Louis-Julien Petit.